# San Germano dei Berici

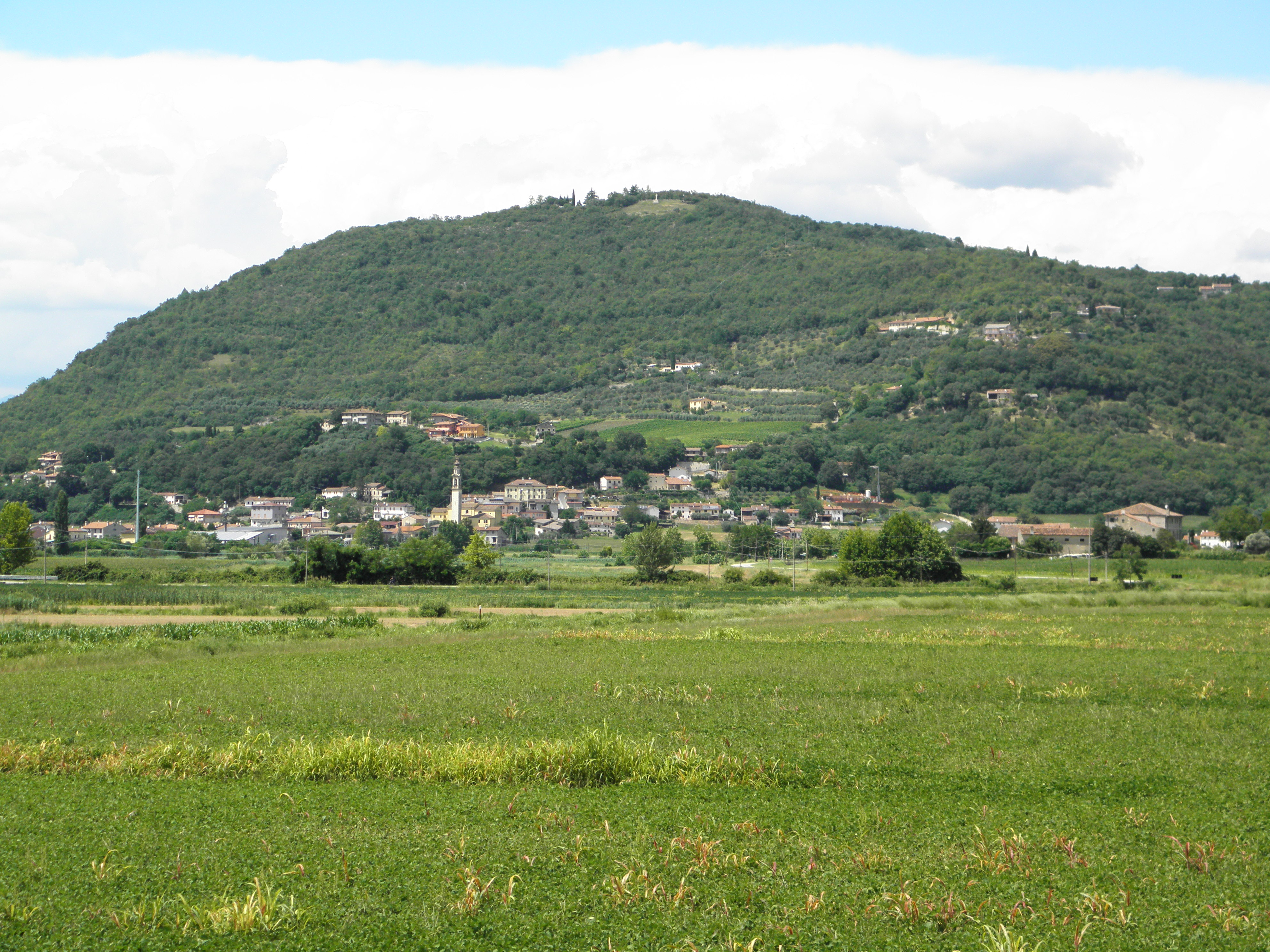
San Germano dei Berici (2020)

San Germano dei Berici ist eine Fraktion der nordostitalienische Gemeinde (comune) Val Liona in der Provinz Vicenza in Venetien.
Bis 16. Februar 2017 bildete San Germano dei Berici eine eigenständige Gemeinde mit 1178 Einwohnern (Stand 31. Dezember 2015). Der Ort liegt etwa 17,5 Kilometer südsüdwestlich von Vicenza am Scolo Liona in den Colli Berici.